# Кодизото (Ређо Емилија)
Кодизото (итал. Codisotto) је насеље у Италији у округу Ређо Емилија, региону Емилија-Ромања.
Према процени из 2011. у насељу је живело 1262 становника. Насеље се налази на надморској висини од 21 м.